# Nidi d'Arac
Nidi d'Arac est un groupe musical italien, originaire de Rome.

## Histoire
Le groupe est formé à Rome en 1998. Après leurs débuts discographiques en 1998 avec Mmacarie, ils jouent aux côtés de Teresa De Sio dans le projet d'enregistrement et de concert La notte del Dio che balla et ont été finalistes de l'édition 1999 du Premio Tenco.
Au fil des ans, ils se sont produits au Mercat de Musica Viva à Vic, au WOMEX à Copenhague, au WOMAD, au Festival de jazz de Montreux et au Colours of Ostrava.

## Membres

### Membres actuels
- Alessandro Coppola – voix
- Celine Ottria – violon
- Federico Leo – batterie
- Edoardo Targa – basse

## Discographie

### Albums studio
- 1999 : Ronde Noe
- 2001 : Tarantulae
- 2003 : Jentu
- 2005 : St.Rocco's Rave
- 2007 : Salento Senza Tempo
- 2016 : It/Aliens

### Singles et mini-CD
- 1998 : Mmacarie
- 2005 : St.Rocco's Rave

### Singles
- 2005 : Nidi d'Arac - Volume I
- 2010 : Taranta Container